# Arquivo gráfico da vida portuguesa
Arquivo gráfico da vida portuguesa 1903-1918, publicado em 1932 é uma majestosa compilação póstuma de vários trabalhos fotográficos realizados por aquele que ficou na história como o pai do fotojornalismo, Joshua Benoliel, com introdução de Rocha Martins. Esta publicação divide-se em seis fascículos temáticos, todos devidamente identificados e caracterizados com um pequeno texto. Além dos nomes atrás referidos, também participam nesta obra: Ramada Curto, Padre Miguel A. de Oliveira, Satúrio Pires e Mário Monteiro.